# عنکبوت باشکوه
عنکبوت باشکوه (نام علمی: Ordgarius mgnificus) یک عنکبوت قلاب‌سنگی از خانواده Araneidae است. این گونه بومی جنگل‌های امتداد ساحل شرقی استرالیا است.